# Sebastian Tham (myntmästare)
Sebastian Tham, född 11 januari 1811 i Undenäs församling, Skaraborgs län, död 6 juli 1892 i Hedvig Eleonora församling, Stockholms stad, var en svensk myntmästare.

## Biografi
Sebastian Tham föddes 1811 på Forsviks bruk i Undenäs socken. Han var son till possessionaten Vollrath Tahm och Ulrika Beata Vult von Stjeijern. Tham blev student vid Uppsala universitet 1823 och juridisk examen 1829 och bergsexamen 1831. Från 14 juni 1831 var han auskultant vid bergskollegium och blev samma år ordinarie elev och stipendiat vid Falu Bergsskola. Tham blev 18 mars 1833 amanuens vid Kontrollverket och 16 november 1838 tillförordnad myntproberare och bergsproberare, från 1852 ordinarie. Han var även från 1850 till 1856 kamrer vid Johannes fattighus i Stockholm. Tham blev 29 december 1855 myntmästare vid Kungliga Myntverket, utnämndes 3 maj 1863 till riddare av Vasaorden, blev 1876 tillförordnad direktör vid Mynt- och kontrollverket och utnämndes 1 december 1876 riddare av Nordstjärneorden. Han tog avsked från myntmästarbefattningen 1877 och avled 1892 i Stockholm.

### Familj
Tham gifte sig första gången 15 augusti 1838 på Mossebo i Mölltorps socken med Sofia Lovisa Ekenstierna (1814–1857), dotter till ryttmästaren Johan Adolf Ekenstierna och Charlotta Aurora Drysén. De fick tillsammans barnen Ulkrisk Sofia Charlotta Tham (1841–1927) som var gift med justitierådet Carl Gustaf Hammarskjöld, Beata Henrika Tham (1843–1843), provinsialläkaren Per Vollrath Sebastian Tham (1845–1922), Margareta Ulrika Amalia Tham (1848–1849), Eva Maria Ulrika Tham (född 1852) som var gift med kamreren Ludvig Edvard Rinman och Johannes Tham (1857–1857).
Han gifte sig andra gången 2 april 1861 i Stockholm med Sofia Constance Callmander (1822–1887), dotter till kassören Per Jakob Callmander och Anna Sofia Eckhoff. De fick tillsammans dottern Lydia Maria Tham (1862–1863).